# Cyrtonyx
Genre
Cyrtonyx est un genre d'oiseaux de la famille des Odontophoridae.

## Liste d'espèces
Selon la classification de référence du Congrès ornithologique international (version 15.1, 2025) :
- Cyrtonyx montezumae (Vigors, 1830) — Colin arlequin ;
- Cyrtonyx ocellatus (Gould, 1837) — Colin ocellé.

## Répartition
Les espèces de ce genre se rencontrent en Amérique centrale.